# 翁贝托·卡利加里斯
翁贝托·卡利加里斯（義大利語：Umberto Caligaris，1901年7月26日—1940年10月19日），意大利男子足球运动员。他曾代表意大利参加1924年和1928年夏季奥林匹克运动会足球比赛，其中1928年奥运会获得一枚铜牌。